# 伯根 (明尼蘇達州)
伯根（英語：Bergen）是位於美國明尼蘇達州傑克遜縣克里斯蒂安尼亞鎮區的一個非建制地區。

## 地理
伯根所處的海拔為高於海平面424米（即1391英呎），而該地所採用的時區為UTC-6，即北美中部時區（CST）。同時該地設有夏令時間，為UTC-6調快一小時，即UTC-5（CDT）。